# Amphoe Nam Khun
Amphoe Nam Khun (Thai: อำเภอ น้ำขุ่น) ist ein Landkreis (Amphoe – Verwaltungs-Distrikt) im Südwesten der Provinz Ubon Ratchathani. Die Provinz Ubon Ratchathani liegt in der Nordostregion von Thailand, dem so genannten Isan.

## Geographie
Benachbarte Landkreise (von Westen im Uhrzeigersinn): Amphoe Kantharalak der Provinz Si Sa Ket, die Amphoe Thung Si Udom, Det Udom und  Nam Yuen in der Provinz Ubon Ratchathani, sowie die Provinz Preah Vihear in Kambodscha.

## Geschichte
Nam Khun wurde am 15. Juli 1996 zunächst als „Zweigkreis“ (King Amphoe) eingerichtet, indem er vom Amphoe Nam Yuen abgetrennt wurde.
Am 15. Mai 2007 hatte die thailändische Regierung beschlossen, alle 81 King Amphoe in den einfachen Amphoe-Status zu erheben, um die Verwaltung zu vereinheitlichen.
Mit der Veröffentlichung in der Royal Gazette „Issue 124 chapter 46“ vom 24. August 2007 trat dieser Beschluss offiziell in Kraft.

## Verwaltungseinheiten
Provinzverwaltung
Der Landkreis Nam Khun ist in vier Tambon („Unterbezirke“ oder „Gemeinden“) eingeteilt, die sich weiter in 55 Muban („Dörfer“) unterteilen.
| Nr. | Name       | Thai     | Muban | Einw. |
| --- | ---------- | -------- | ----- | ----- |
| 1.  | Ta Kao     | ตาเกา    | 15    | 9.934 |
| 2.  | Phaibun    | ไพบูลย์    | 15    | 7.497 |
| 3.  | Khilek     | ขี้เหล็ก    | 13    | 8.455 |
| 4.  | Khok Sa-at | โคกสะอาด | 12    | 6.628 |

Lokalverwaltung
Es gibt zwei Kommunen mit „Kleinstadt“-Status (Thesaban Tambon) im Landkreis:
- Ta Kao (Thai: เทศบาลตำบลตาเกา), bestehend aus dem gesamten Tambon Ta Kao.
- Khilek (Thai: เทศบาลตำบลขี้เหล็ก), bestehend aus dem gesamten Tambon Khilek.

Außerdem gibt es zwei „Tambon-Verwaltungsorganisationen“ (องค์การบริหารส่วนตำบล – Tambon Administrative Organizations, TAO):
- Phaibun (Thai: องค์การบริหารส่วนตำบลไพบูลย์)
- Khok Sa-at (Thai: องค์การบริหารส่วนตำบลโคกสะอาด)